# إكسامب
XAMPP ويلفظ إكزامب، اكسامب,(/ˈzæmp/ أو /ˈɛks.æmp/ ) وهو حزمة تطبيقات حرة ومفتوحة المصدر وتتضمن بشكل رئيسي خادم إتش تي تي بي أباتشي، ماريا دي بي (ماي إس كيو إل سابقاً)، ومفسر للتطبيقات المكتوبة بلغات البرمجة بي إتش بي وبيرل.
| الحرف | المعنى                            |
| ----- | --------------------------------- |
| X     | عدة منصات متعدد المنصات           |
| A     | خادوم إتش تي تي بي أباتشي         |
| M     | ماريا دي بي ـ ماي إس كيو إل سابقاً |
| P     | بي إتش بي                         |
| P     | بيرل                              |

وفي 10 أكتوبر 2015، اسبدلت ماي إس كيو إل ب ماريا دي بي. ابتداءً من الإصدار XAMPP 5.5.30.
كما ان خادم الويب أباتشي اعتمد حرف P الأول ل PHP وحرف P الثاني ل Prel

## الاستخدام
يستخدم البرنامج في جعل جهازك سيرفر مصغر به العديد من المزايا، ومنه تستطيع أن تنشأ على جهازك موقع إلكتروني محلي للبرمجة والتجربة والاختبار أو عام لعدد محدود من الزوار حسب موارد الجهاز وسرعة خط الإنترنت لديك.

## المكونات
مكونات البرنامج هي:
- Apache
- MariDB
- FileZila
- Mercury
- Tomcat

## وصلات خارجية
- الموقع الرسمي
- إكسامب على موقع Open Hub (الإنجليزية)
- إكسامب على موقع Framasoft (الفرنسية)
- إكسامب على موقع SourceForge (الإنجليزية)